# A 2018-as év időjárása Magyarországon
A 2018-as év időjárása Magyarországon hőmérséklet szempontjából kiemelkedett, csapadékot tekintve viszont átlagos volt.

## Hőmérséklet
2018 évi középhőmérséklete 11,99 °C volt, ami 1,33 °C-kal haladta meg az 1981-2010 közötti átlagot. Ez az év volt az 1901-2018 közötti 118 év közül a legmelegebb. A sokéves átlagnál csak a február (0,8 °C-kal) és a március (2,1 °C-kal) volt hidegebb, az összes többi hónap középhőmérséklete kisebb-nagyobb mértékben meghaladta az átlagot. Kiemelkedett közülük az április (4,6 °C-kal átlag felett) és a január (3,8 °C-kal átlag felett).
| január | február | március | április | május | június | július | augusztus | szeptember | október | november | december | 2018 |
| ------ | ------- | ------- | ------- | ----- | ------ | ------ | --------- | ---------- | ------- | -------- | -------- | ---- |
| 3,8    | -0,8    | -2,1    | 4,6     | 2,9   | 1,5    | 0,7    | 2,6       | 1,5        | 2,4     | 2        | 0,7      | 1,66 |

Az enyhe januárt hideg február és március követte. Február 24. és március 5. között egy 10 napos, -9 °C körüli minimumhőmérsékletű időszak köszöntött be. Március 1-jén Sátorhelyen -24,6 °C-ot mértek, ami az év hidegrekordja. Az április és a május már jóval melegebb volt az átlagosnál, május 31-én 32,9 °C-ot mértek Sajópüspökiben. A hideg kezdet ellenére 2018 tavasza 1901 óta a harmadik legmelegebb tavasz volt.
Nyáron az augusztus haladta meg leginkább a sokéves átlagot, ez volt 1901 óta a hetedik legmelegebb nyár. Július 29-én és augusztus 5-én mérték a legmelegebbet, 36,6 °C-ot, mindkétszer Budakeszin. Nyáron háromszor adtak ki hőségriasztást (július 30-augusztus 5, augusztus 7-10. és augusztus 21-23. között). A legtöbbször, 51 napon, Fülöpházán volt hőségnap (30 °C feletti hőmérséklet).
A 2018-as ősz 1901 óta a második legmelegebb ősz volt. Főleg szeptember első három hetében és október közepétől volt magas a hőmérséklet.

## Csapadék
2018 évi csapadékmennyisége 589,9 mm volt, ami 2%-kal alacsonyabb az 1981-2010 évek átlagánál. A csapadék időbeli eloszlása azonban nagy szélsőségeket mutatott az évben. Átlag feletti csapadékot hozott a február (az átlag több, mint duplája, 212%-a, ezzel ez a harmadik legcsapadékosabb március 1901 óta), a március (231%) és kisebb mértékben a június (132%). A legszárazabbnak az április (az átlag 36%-a hullott, a hatodik legszárazabb április 1901 óta) és az október (41%) hónapok bizonyultak. A nyári csapadék nagy szélsőségeket mutatott, esetenként egyhavi mennyiség is lehullott egy nap alatt. Bánkúton június 10-én mérték az évi rekordot: 173 mm-t. A kevéske októberi csapadék is nagyrészt 24. és 28-a között hullott, ekkorra már a Duna vízgyűjtőjén jelentős vízhiány alakult ki, így az év vége rekord alacsony vízállást eredményezett a Dunán.
| január | február | március | április | május | június | július | augusztus | szeptember | október | november | december | 2018 |
| ------ | ------- | ------- | ------- | ----- | ------ | ------ | --------- | ---------- | ------- | -------- | -------- | ---- |
| 74     | 212     | 231     | 36      | 81    | 132    | 92     | 76        | 99         | 41      | 84       | 67       | 98   |

## Rekordok
| Időjárási elem                  | Értéke | Helyszín  | Időpont                  |
| ------------------------------- | ------ | --------- | ------------------------ |
| legmagasabb hőmérséklet (°C)    | 36,6   | Budakeszi | július 29., augusztus 5. |
| legalacsonyabb hőmérséklet (°C) | -24,6  | Sátorhely | március 1.               |
| hőségnapok száma (db)           | 51     | Fülöpháza | -                        |
| legtöbb napi csapadék (mm)      | 173    | Bánkút    | június 10.               |